# Salles-Courbatiès
 Salles-Courbatiès  (en occitano Salas e Corbatièrs) es una población y comuna francesa, situada en la región de Mediodía-Pirineos, departamento de Aveyron, en el distrito de Villefranche-de-Rouergue y cantón de Capdenac-Gare.

## Demografía
| 458 | 435 | 348 | 345 | 354 | 383 |
| Para los censos de 1962 a 1999 la población legal corresponde a la población sin duplicidades (Fuente: INSEE [Consultar]) |     |     |     |     |     |